# Yūto Ono
Yūto Ono (jap. 小野 悠斗, Ono Yūto; * 28. September 1991 in Yokosuka) ist ein ehemaliger japanischer Fußballspieler.

## Karriere
Yūto Ono erlernte das Fußballspielen in der Jugendmannschaft von den Yokohama F. Marinos in Yokohama. Seinen ersten Vertrag unterschrieb er 2010 in Mexiko. Hier nahm ihn der Zweitligist Club Necaxa unter Vertrag, doch er spielte vorerst in dessen U-20-Mannschaft. Von Mitte 2011 bis Ende 2012 wurde er nach Celaya zum Ligakonkurrenten Celaya FC ausgeliehen. Im Anschluss erfolgte eine sechsmonatige Ausleihe zum CD Veracruz nach Veracruz. Mitte 2013 erfolgte die letzte Ausleihe. Atlético San Luis, ein Verein aus San Luis Potosí lieh ihn bis Ende 2014 aus. Nach Vertragsende bei Necaxa war er von Juli 2014 bis Januar 2015 vertrags- und vereinslos. Im Februar 2015 ging er in wieder in seine Heimat und schloss sich dem FC Gifu an. Der Verein aus Gifu spielte in der zweiten japanischen Liga, der J2 League. Nachdem er Ende 2019 mit dem Club in die dritte Liga abstieg verließ er den Club. 2020 wechselte er nach Thailand. Hier unterschrieb er einen Vertrag bei Samut Prakan City FC. Der Verein aus Samut Prakan spielt in der höchsten Liga des Landes, der Thai League. Am Ende der Saison 2021/22 belegte er mit Samut den vorletzten Tabellenplatz und musste somit in die zweite Liga absteigen. Für SPC absolvierte er 25 Erstligaspiele. Nach dem Abstieg verließ er Samut Prakan. Im Juni 2022 unterschrieb er einen Vertrag beim ebenfalls aus der ersten Liga abgestiegenen Chiangmai United FC. Nach einer Saison wurde sein Vertrag im Sommer 2023 nicht verlängert. Für den Verein aus Chiangmai bestritt er 34 Ligaspiele. Am 1. Juni 2023 beendete er seine Karriere als Fußballspieler.

## Sonstiges
Yūto Ono ist der Bruder von Yūji Ono.